# Fédération des transports CGT
La Fédération des transports est une fédération professionnelle de syndicats affiliés à la Confédération générale du travail et organisant les travailleurs dans six secteurs professionnels : transport urbain, transport aérien, transport routier, nettoiement, autoroutes, taxis, ambulances et remontées mécaniques. Les Cheminots sont eux organisés au sein de la Fédération des Cheminots. Elle est affiliée à la Fédération européenne des travailleurs des transports et à la Fédération internationale des ouvriers du transport.